# 전순의
전순의(全循義, ? ~ ?)는 조선 전기의 의관이다. 《의방유취》의 편찬에 참여하였으며 《식료찬요》 등의 저서를 남겼다. 본관은 천안 또는 진안.

## 생애
전순의는 전의감(典醫監)의 의관으로, 1445년(세종 27) 365권에 달하는 동양 최대의 의학 백과사전 《의방유취》의 편찬에 참여하였다. 2년 뒤인 1447년에는 김의손(金義孫)과 함께 《침구택일편집》(鍼灸擇日編集)을 썼고, 1459년경 요리책이자 농업책인 《산가요록》(山家要錄)을 쓰기도 했다. 1440년에는 금성대군의 병을 낫게 하여 옷을 받았고, 세종의 죽음으로 잠시 전의감 서원으로 강직되었으나 곧 복직되었다. 2년 뒤인 1452년에는 세종의 아들 밀성군의 병을 거쳐 포상으로 안마(鞍馬)를 받았다. 같은 해 5월 문종의 병을 고치지 못하여 의금부에 하옥된 뒤 전의감의 청지기로 좌천되었으나 이듬해 방면되었다. 1455년 세조가 즉위하였고 이듬해에는 첨지중추원사(僉知中樞院事)의 벼슬을 제수받았다. 세조는 그를 총애하여 1462년 동지중추원사(同知中樞院事)로 벼슬을 높여주고 그가 쓴 책에 손수 《식료찬요》라는 제목을 지어주기도 했다. 1464년 병이 난 세조에게 시약을 올린 공로로 자헌대부(資憲大夫)에 가자되고 1467년 내의로 상호군에 이어 좌익원종공신(佐翼原從功臣) 1등에 녹훈되었다.

## 저서
- 《식료찬요》(食寮纂要)
- 《산가요록》(山家要錄)
- 《침구택일편집》(鍼灸擇日編集) - 김의손과 공저